# Classe Shivalik
La classe Shivalik ou classe Projet 17 est une classe de frégates polyvalentes en service dans la marine indienne. Il s'agit des premiers navires de guerre conçus avec des caractéristiques de faible observabilité construits en Inde. Les navires furent conçus pour avoir de meilleures caractéristiques de furtivité et des capacités d'attaque terrestre par rapport à la classe Talwar précédente,. Au total, trois navires sont construits entre 2000 et 2010, pour un service opérationnel dès 2012.
La classe Shivalik, ainsi que les sept frégates du Projet 17A (en) actuellement en cours de construction, doivent être les principales frégates de la marine indienne dans la première moitié du 21e siècle. La classe et le navire de tête sont nommés d'après les collines de Siwalik. Les navires suivants de la classe portent également le nom de chaînes de collines en Inde.

## Conception
Le projet 17 est conçu dans les années 1990 pour répondre au besoin de la marine indienne d'une classe de frégates furtives devant être construites en Inde,. Les spécifications du projet de la Direction de la conception navale (DND) prévoient une classe de « frégates furtives de 5 000 tonnes (projet 17) intégrant des fonctions technologiques avancées ». Les trois premières unités sont officiellement commandées par la marine indienne au début de 1999.
La conception de la classe incarne de nombreuses premières dans le domaine des navires indiens. Le Shivalik est le premier navire de la marine indienne à utiliser un système de propulsion combiné diesel ou gaz (CODOG). Les systèmes sont conçus et construits par Elecon Engineering (en).
Les principales caractéristiques de la classe sont ses caractéristiques furtives et sa capacité d'attaque terrestre. Les navires intègrent des caractéristiques de furtivité structurelles, thermiques et acoustiques. Les navires utilisent un réseau LAN de 10 gigabits.
L'accent est également mis sur le confort de l'équipage avec des logements plus spacieux. De plus, l'INS Shivalik est le premier navire de la marine indienne à être équipé des machines à chapati et à dosa.
Le 11 janvier 2023, le Conseil d'acquisition de la défense (DAC) approuve l'acceptation de nécessité (AoN) pour l'acquisition de lanceurs BrahMos et de systèmes de contrôle de tir pour les frégates de classe Shivalik et les navires lance-missiles de nouvelle génération,,.

### Caractéristiques générales et propulsion
Les frégates de la classe Shivalik ont une longueur hors-tout de 142,5 m, une largeur de 16,9 m et un tirant d'eau de 4,5 m. Les navires déplacent environ 4 900 tonnes à charge normale et 6 200 tonnes à pleine charge. L'effectif est d'environ 257 personnes, dont 35 officiers.
Ils sont équipés de deux moteurs diesel Pielstick 16 PA6 STC et deux turbines de suralimentation GE LM2500+ en configuration CODOG, fournissant une puissance totale de 47 370 ch (35 320 kW). Cela leur permet d'atteindre une vitesse maximale de 32 nœuds.

### Electronique et capteurs
Les frégates sont équipées d'une large gamme d'électronique et de capteurs. Il s’agit notamment de :
- 1 × radar 3D MR-760 Fregat M2EM
- 4 × radars MR-90 Orekh
- 1 × système ELTA EL/M-2238 STAR
- 2 × systèmes ELTA EL/M-2221 STGR
- 1 × système BEL APARNA

De plus, les navires utilisent le HUMSA-NG (réseau de sonars montés sur coque) et une suite de guerre électronique BEL Ellora.

### Armement
Les frégates sont équipées d'un mélange de systèmes d'armes russes, indiens et israéliens. Il s'agit notamment du canon naval OTO Melara 76 mm SRGM, des missiles anti-navires supersoniques Klub et BrahMos (8 missiles, lanceur UVLM), des missiles anti-aériens Shtil-1 (24 missiles, lanceur 3S-90), deux lance-roquettes anti-sous-marins RBU-6000 et 2 tubes lance-torpilles doubles DTA-53-956 de 324 mm accueillant 6 torpilles ILAS 3. Huit VLS à 32 silos pour missiles sol-air Barak associés à deux AK-630 agissent comme des systèmes d'armes rapprochés (CIWS). Les navires transportent également deux HAL Dhruv ou Sea King Mk. 42B,,.

## Navires de la classe
| Nom      | N° de fanion | Constructeur           | Pose de la quille | Lancement     | Essais en mer | Mise en service | Port d'attache | Statut |
| -------- | ------------ | ---------------------- | ----------------- | ------------- | ------------- | --------------- | -------------- | ------ |
| Shivalik | F47          | Chantier naval Mazagon | 11 juillet 2001   | 18 avril 2003 | Février 2009  | 29 avril 2010   | Visakhapatnam  | Actif  |
| Satpura  | F48          | Chantier naval Mazagon | 31 octobre 2002   | 4 juin 2004   | 2010–2011     | 20 août 2011    | Visakhapatnam  | Actif  |
| Sahyadri | F49          | Chantier naval Mazagon | 30 septembre 2003 | 27 mai 2005   | 2011–2012     | 21 juillet 2012 | Visakhapatnam  | Actif  |